# Свобода (Куюргазинский район)
Свобо́да (баш. Свобода) — село в Куюргазинском районе Республики Башкортостан Российской Федерации. Административный центр Свободинского сельсовета.

## География

### Географическое положение
Расстояние до:
- районного центра (Ермолаево): 30 км,
- ближайшей ж/д станции (Ермолаево): 30 км.

## Население
| 2002 | 2009 | 2010 |
| ---- | ---- | ---- |
| 564  | ↗663 | ↘629 |

### Национальный состав
Согласно переписи 2002 года, преобладающие национальности — башкиры (60 %), русские (29 %).

## Религия
В селе есть мечеть.